# Стенфорд (Каліфорнія)
Сте́нфорд (англ. Stanford) — переписна місцевість (CDP) в окрузі Санта-Клара, в штаті Каліфорнія, США, поруч з Пало-Альто. Населення — 21 150 осіб (2020). Практично повністю складається з університетського містечка, населення котрого становлять студенти, викладачі і дослідники Стенфордського університету. Житловий район Коледж-Террейс, що прилягає до університету, входить у муніципальні кордони Пало-Альто.

## Географія
Стенфорд має координати 37°25′33″ пн. ш. 122°10′2″ зх. д. / 37.42583° пн. ш. 122.16722° зх. д. (37.425965, -122.167218). За даними Бюро перепису населення США у 2010 році переписна місцевість мала площу 7,19 км², з яких 7,07 км² — суходіл та 0,12 км² — водойми.

## Демографія

### Перепис 2010
Згідно  перепису 2010 року в переписній місцевості мешкало 13 809 осіб у 3913 домогосподарствах у складі 1230 родин. Густота населення становила 1921 особа/км². Було 3999 помешкань (556/км²).
Расовий склад населення:
| - 57,4 % — білих - 27,4 % — азіатів - 4,7 % — чорних або афроамериканців - 0,6 % — корінних американців - 0,2 % — вихідців з тихоокеанських островів - 1,9 % — осіб інших рас |

До двох або більше рас належало 7,8 %. Частка іспаномовних становила 10,4 % від усіх жителів.
За віковим діапазоном населення розподілялося таким чином: 6,6 % — особи молодші 18 років, 88,9 % — особи у віці 18—64 років, 4,5 % — особи у віці 65 років та старші. Медіана віку мешканця становила 22,6 року. На 100 осіб жіночої статі в переписній місцевості припадало 118,3 чоловіків; на 100 жінок у віці від 18 років та старших — 120,1 чоловіків також старших 18 років.
Середній дохід на одне домашнє господарство становив 112 756 доларів США (медіана — 49 375), а середній дохід на одну сім'ю — 226 911 долар (медіана — 180 865). Медіана доходів становила 75 313 долари для чоловіків та 73 194 долари для жінок. За межею бідності перебувало 21,8 % осіб, у тому числі 5,5 % дітей у віці до 18 років та 0,0 % осіб у віці 65 років та старших.
Цивільне працевлаштоване населення становило 5953 особи. Основні галузі зайнятості: освіта, охорона здоров'я та соціальна допомога — 69,3 %, науковці, спеціалісти, менеджери — 10,5 %, мистецтво, розваги та відпочинок — 5,7 %, роздрібна торгівля — 2,7 %.

### Перепис 2000
За переписом населення 2000 року, у Стенфорді проживало 13 315 осіб (13 676 в 2007 році). Населення Стенфорду за деякими параметрами відрізняється від населення США і штату Каліфорнія, що обумовлене його складом — студенти і викладачі. Наприклад, у Стенфорді набагато вищий відсоток населення працездатного віку від 18 до 65 років (93 % проти 74 % в цілому по країні) і низький відсоток дітей до 5 років (3 % проти 7 %). Середній вік жителя Стенфорда у 2007 році був у півтора рази нижчим, ніж по Каліфорнії у цілому (22,1 проти 33,3 року). Понад 94 % населення Стенфорда у віці 25 років і старше має як мінімум перший вчений ступінь (24 % вусередньому по країні). Понад чверть населення Стенфорда азійського походження (менше 4 % в середньому по США), понад 25 % народилися за межами США (11 % у середньому по країні). Тільки 27 % чоловічого населення Стенфорду і менше 30 % жіночого перебувають у шлюбі, тоді як по країні доля одружених більша за 50 %.
Відрізняється населення Стенфорду від середньоамериканського і за економічними показниками. Зокрема, у Стенфорді набагато вища доля населення, що користується орендованим житлом (75 % одиниць житла йдуть на оренду проти 34 % у середньому по країні), і доля населення, що перебуває за межею бідності (21 % проти 12 % по США), при тому, що у середньому дохід на душу населення (22 443 долара США) дещо більший за аналогічний національний показник (21 587 доларів).

## Спорт
У липні проводиться жіночий тенісний турнір Bank of the West Classic, який з 2009 року відноситься до категорії WTA Premier tournaments. Ігри проходять на відкритих кортах з твердим покриттям.

## Пам'ятки

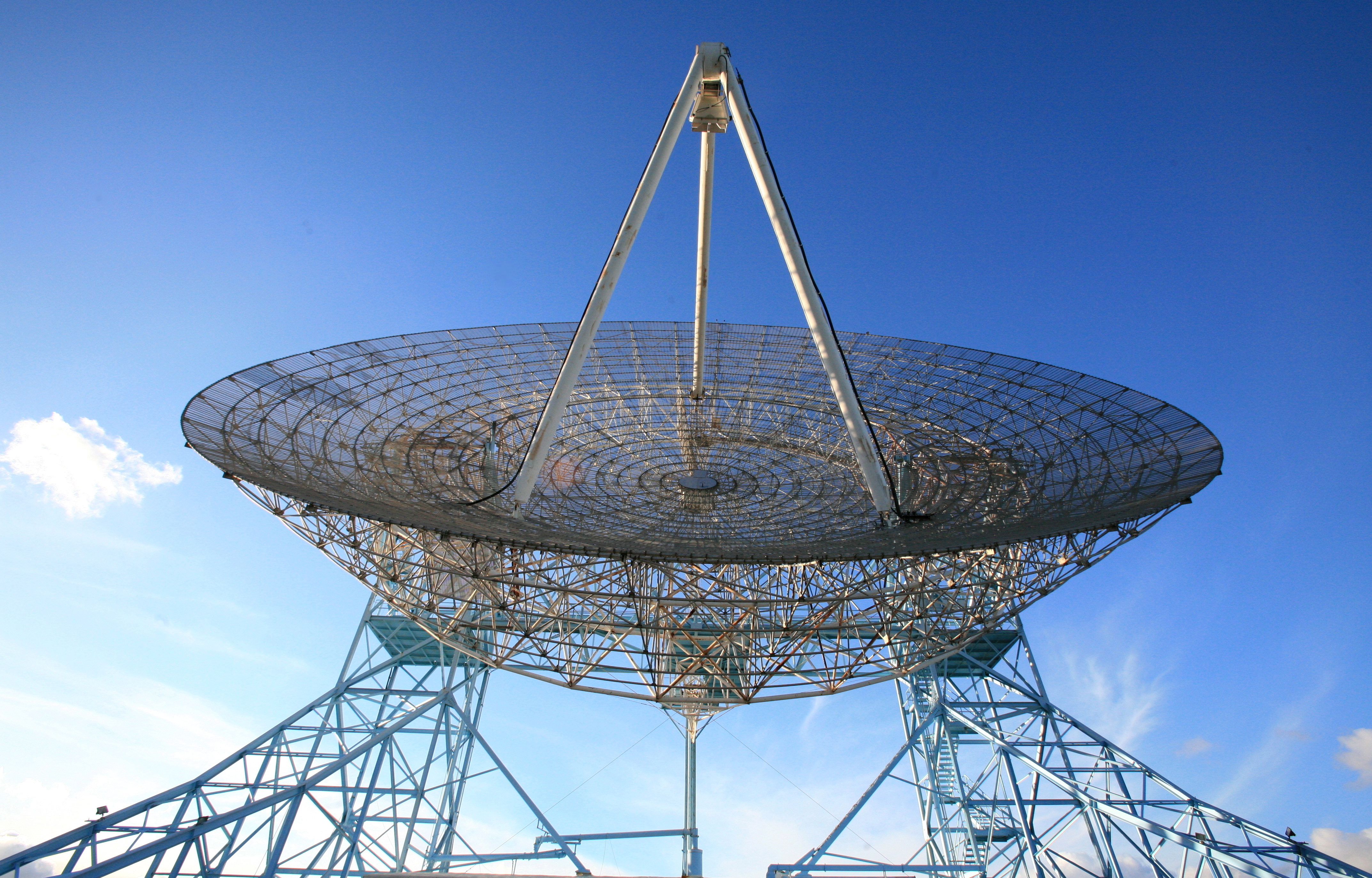
Стенфордська «Тарілка»

У Стенфорді можна оглянути Центр мистецтв Кантора, картинна галерея Томаса Велтона, яка є частиною факультету історії мистецтва, а також парк скульптур Родена, який містить 200 робіт скульптора, зокрема копії «Воріт Пекла» та «Громадян Кале».
Ще однією пам'яткою Стенфорду вважають радіотелескоп, у просторіччі іменований просто «Тарілкою» (англ. The Dish).
Поруч зі студмістечком Стенфорда розміщений Біологічний заповідник Джаспер-Рідж), що використовується для досліджень співробітниками і студентами університету.